# Aphidius linosiphonus
Aphidius linosiphonus är en stekelart som beskrevs av Tomanovic och Jaroslav Stary 2001. Aphidius linosiphonus ingår i släktet Aphidius och familjen bracksteklar. Inga underarter finns listade i Catalogue of Life.